# جيل كاردينال
جيل كاردينال هو مخرج كندي، ولد في 19 يوليو 1950 في إدمونتون في كندا، وتوفي في 21 نوفمبر 2015 بسبب تشمع الكبد.